# Аллеґ Анрі
Аллеґ Анрі (справжнє ім'я — Анрі-Жан Салем; народився 20 червня 1921 року в Лондоні) — алжирський письменник і публіцист.

## Життєпис
Учасник національно-визвольної боротьби алжирського народу. У 1957 році був заарештований французькою військово-колоніальною владою. В 1961 році втік з тюрми. З 1965 року живе за межами Алжиру. Відвідав Радянський Союз, Кубу. Про стійкість алжирських патріотів розповів у документальних творах «Допит під тортурами» (1958, російське перекладення 1958 року), «Бійці в полоні» (1961 рік, російське перекладення 1962 року) і «Хлопчина з Понтшайю» (1962 рік, російське перекладення 1962 року). Публіцистичні виступи Аллеґа — книга нарисів «Можна Кубу» (1963 рік), репортаж про Радянський Узбекистан «Як соціалізм переміг пустелю» (1964 рік). Автор праці «Буржуазна ідеологія на службі неоколоніалізму» (1968 рік).